# جيمس وارنر
جيمس وارنر (بالإنجليزية: James Warner)‏ هو طيار أمريكي، ولد في 1891، وتوفي في 1970.